# Oberea holonigra
Oberea holonigra är en skalbaggsart som beskrevs av Stefan von Breuning 1962. Oberea holonigra ingår i släktet Oberea och familjen långhorningar. Inga underarter finns listade i Catalogue of Life.